# Ben Ahmed Attoumani
Pour les articles homonymes, voir Attoumani.
Ben Ahmed Attoumani, né le 15 septembre 1982 à Dzahani, est un footballeur international comorien évoluant sur le côté gauche, comme milieu ou défenseur,.

## Biographie
Natif de l'île de Grande Comore, il joue en France, principalement dans les championnats amateurs de CFA et de CFA2. 
Lors de la saison 2007-2008, il joue 12 matchs en National avec le club de Villemomble. C'est sa seule saison à ce niveau.
Il compte trois sélections en équipe nationale : une en 2010, et deux en 2011.

## Clubs successifs
- 2002-2003 :  ESM Gonfreville
- 2003-2004 :  EDS Montlucon
- 2004-2005 :  EDS Montlucon
- 2005-2008 :  Villemomble Sports
- 2008-2009 :  US Chantilly
- 2009-2010 :  US Sénart-Moissy[4]
- 2010-2011 :  FCM Aubervilliers
- 2011-2012 :  Noisy-le-Grand FC